# Ngồi lên mặt

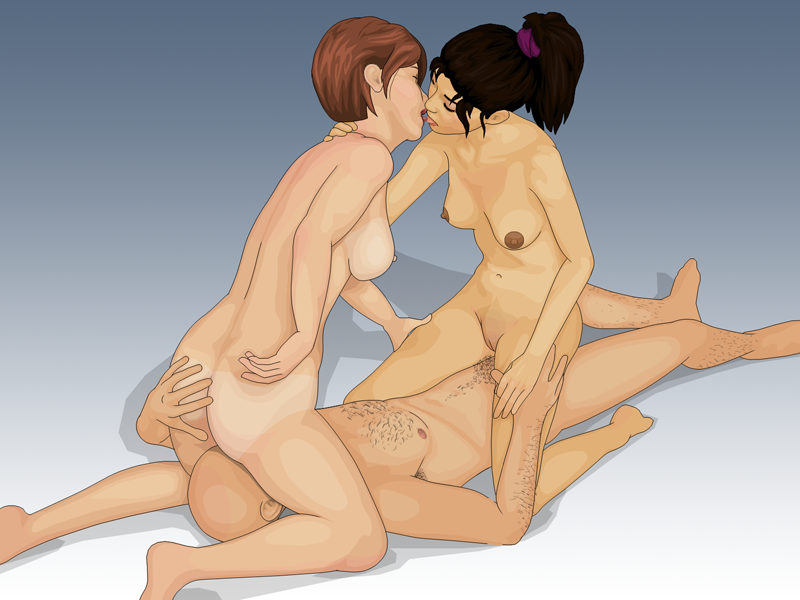
Làm tình tay ba với một người ngồi lên mặt người đang nằm

Ngồi lên mặt

Ngồi lên mặt là một loại hoạt động tình dục trong đó một người ngồi lên trên mặt của bạn tình, áp sát phần háng với bộ phận sinh dục và hậu môn vào mặt bạn tình. Hành động này tiếp xúc miệng bạn tình đang nằm vào sát bộ phận sinh dục hoặc hậu môn của người bạn tình đang ngồi, nhằm gây ra khoái cảm cho cả hai. Làm khó thở cho bạn tình, thường xuất hiện trong femfom.